# Yrjö Elfvengren

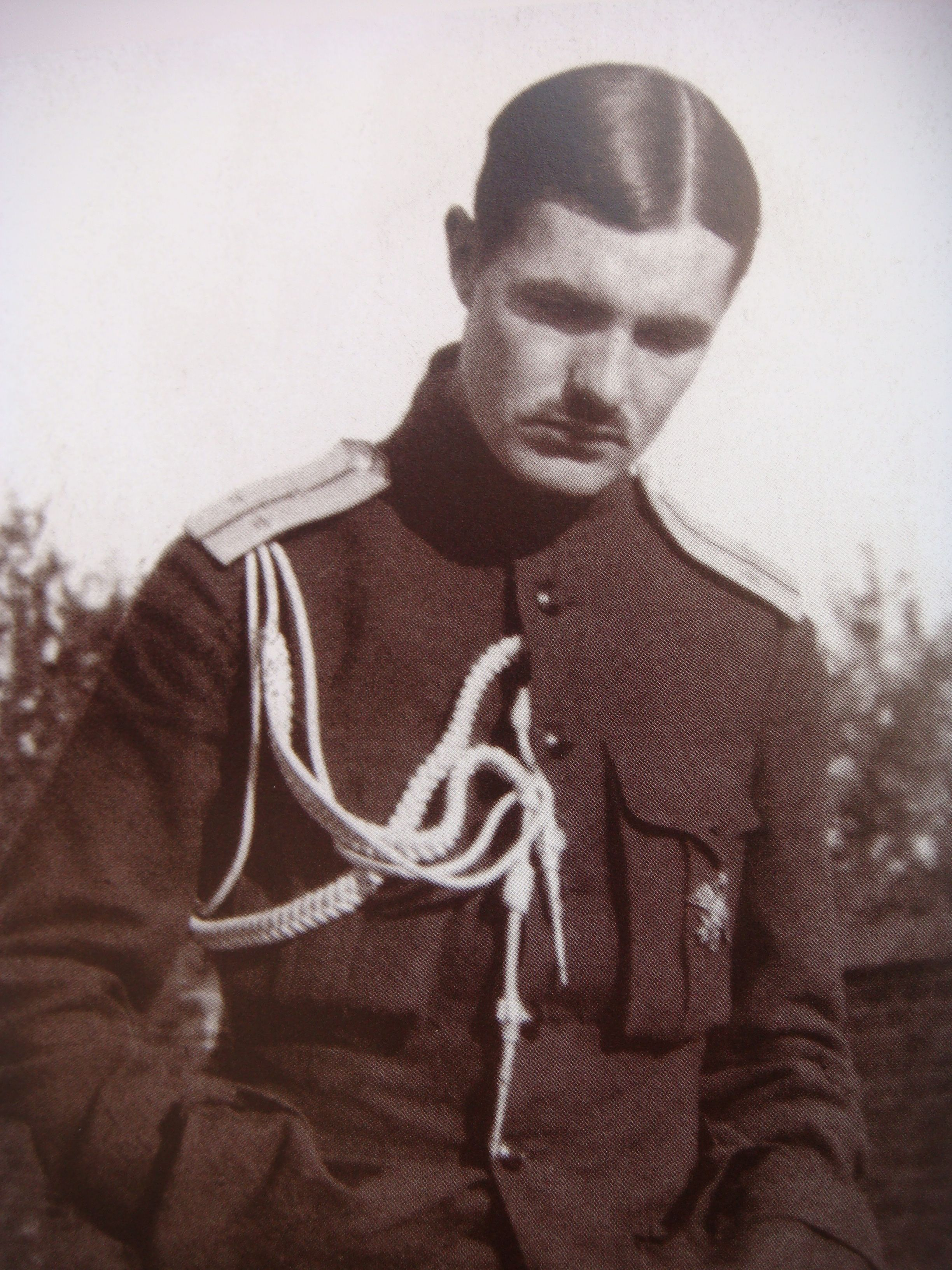
George Elfvengren

Georg (Yrjö) Wilhelm Elfvengren, född 8 september 1889 i Fredrikshamn, död 10 juni 1927 i Moskva, var en finländsk officer i ryska armén.
Elfvengren var ryttmästare i ryska armén under första världskriget och tjänstgjorde från 1917 till 1918 som tatartruppernas överbefälhavare mot bolsjevikerna på Krim. Under finska inbördeskriget var han kommendör för 1. karelska regementet, som han anförde bland annat i slaget vid Rautus. Mellan 1919 och 1920 var han befälhavare för de vita trupperna i Ingermanland. Sedan stred han i Pjotr Wrangels armé 1920. 
År 1925 begav han sig till Sovjetunionen, där han organiserade terrordåd mot bolsjevikledarna och även spioneri. När Yrjö Elfvengren föll i tjekans händer arkebuserades han.[källa behövs]